# Olive Higgins Prouty

Olive Higgins Prouty, 1916

Olive Higgins Prouty, geborene Olive Chapin Higgins (* 10. Januar 1882 in Worcester, Massachusetts; † 24. März 1974 in Brookline, Massachusetts), war eine US-amerikanische Schriftstellerin.

## Leben
Olive Higgins Prouty wurde als jüngstes Kind von Milton Prince Higgins und Katherine Elizabeth Chapin in eine wohlhabende Familie in Worcester, Massachusetts geboren. Nach ihrem Abschluss an der Worcester Classical High School schloss sie 1904 ihr Literaturstudium mit einem Bachelor am Smith College ab. Ursprünglich wollte sie sich anschließend als Schriftstellerin betätigen, doch auf Druck der Familie kehrte sie nach Worchester zurück und heiratete am 12. Juni 1907 Lewis Isaac Prouty (1871–1951). Sie war bis zu dessen Tod mit ihm verheiratet und hatte vier Kinder mit ihm: Anne, Olivia, Richard (1912–2012) und Jane Chapin Prouty (1909–1992). Anne und Olivia starben beide im Kleinkindalter. Gemeinsam mit ihrem Ehemann zog sie nach Brookline und veröffentlichte mit When Elsie Came Home im American Magazine ihre erste Kurzgeschichte. Ihre Kurzgeschichte verarbeitete sie später zu ihrem ersten Roman Bobbie, General Manager, welcher 1913 veröffentlicht wurde.
Mit Stella Dallas veröffentlichte Prouty 1923 ihren größten Erfolg. Das Buch widmete sie ihrer dreijährigen Tochter, die zuvor an Enzephalitis verstarb. Die Geschichte handelt von einer Mutter, die sich und ihr Glück aufopfert, um für ihre Kinder da zu sein. Bereits ein Jahr später wurde der Roman in ein Theaterstück adaptiert. Nur ein Jahr später erschien 1925 mit Das Opfer der Stella Dallas die erste von drei Verfilmungen. Die beiden anderen waren Stella Dallas (1937) mit Barbara Stanwyck in der Hauptrolle und Stella (1990) mit Bette Midler, John Goodman und Ben Stiller in den Hauptrollen. Ihr zweiter verfilmter Roman war der 1941 erschienene Now, Voyager. Dieser wurde nach nur einem Jahr von Irving Rapper inszeniert. Mit Bette Davis, Paul Henreid und Gladys Cooper in den Hauptrollen erschien Reise aus der Vergangenheit 1942 in den US-amerikanischen Kinos.
Prouty engagierte sich auch karitativ und stiftete ein Begabtenstipendium für junge Autoren am Smith College. Eine der Stipendiatinnen war die spätere Schriftstellerin Sylvia Plath. Diese beging 1953 einen Suizid-Versuch. Prouty bezahlte ihren Klinikaufenthalt und freundete sich eng mit der Schriftstellerin an. Diese Ereignisse wurden später in Plaths einzigem Roman Die Glasglocke verarbeitet.
Nach dem Tod ihres Mannes 1951 hörte Prouty mit dem Schreiben auf und lebte fortan alleine in dem Haus, in dem sie seit 1913 zusammen lebten. Ihre 1961 erschienene Autobiografie Pencil Shavings: Memoirs fand keinen Verlag mehr und wurde im Selbstverlag veröffentlicht.

## Werke
- 1913: Bobbie, General Manager
- 1916: The Fifth Wheel
- 1918: The Star in the Window
- 1923: Stella Dallas
- 1927: Conflict
- 1931: The White Fawn
- 1938: Lisa Vale
- 1941: Now, Voyager
- 1947: Home Port
- 1951: Fabia
- 1961: Pencil Shavings: Memoirs